# Hot Snakes
Hot Snakes est un groupe de post-hardcore américain, originaire de San Diego, en Californie. Formé en 1999, le groupe réunit Rick Froberg et John Reis, quatre ans après la séparation de leur précédent groupe Drive Like Jehu. John Reis est également le leader du groupe Rocket from the Crypt.

## Biographie

### Débuts et séparation (1999–2005)
Hot Snakes se forme en à l'initiative de Rick Froberg et John Reis, cofondateurs des groupes Pitchfork (en) et Drive Like Jehu. Le groupe est complété par le batteur Jason Kourkounis, membre de The Delta 72 (en). John Reis est également le leader du groupe Rocket from the Crypt. Le trio publie son premier album Automatic Midnight en 2000, sur le label Swami Records appartenant à John Reis,.
Complété par le bassiste Gar Wood, Hot Snakes publie son deuxième album, Suicide Invoice, en 2002. L'album est classé 35e du top 50 de fin d'année du magazine Pitchfork. En mai 2004, avec le nouveau batteur Mario Rubalcaba, Hot Snakes publie son troisième album studio intitulé Audit in Progress,. En octobre 2004, le groupe enregistre une Peel Session de quatre titres, la dernière avant la mort de John Peel dix jours plus tard,.
En 2005, le groupe décide de se séparer après une dernière tournée. Un album live, Thunder Down Under, est publié l'année suivante. Après la séparation de Hot Snakes et Rocket from the Crypt, Reis se consacre au label Swami Records. Il continue de jouer avec  Rubalcaba dans le groupe Sultans jusqu'à la séparation du groupe en janvier 2007. Rubalcaba joue aussi dans le groupe Earthless et est copropriétaire du label Thirsty Moon Records.

### Retour (2011-2022)
Le groupe reprend son activité en décembre 2011 pour un concert au festival All Tomorrow's Parties, sur invitation du groupe Les Savy Fav. D'autres concerts suivent, sans nouvel enregistrement studio cependant. Le groupe tourne sur la côte ouest américaine entre mars et avril 2012, ainsi qu'au Orion Music + More Festival dans le New Jersey en juin.
Le 14 août 2017, le groupe officialise la signature d'un contrat avec le label Sub Pop, comprenant la réédition de ses trois albums ainsi qu'un nouvel opus, pour le printemps 2018. Une tournée américaine est annoncée au même moment.
Les trois premiers albums du groupe - Audit in Progress (2004), Suicide Invoice (2002), et Automatic Midnight (2000) -  sont réédités par le label Sub Pop le 19 janvier 2018. Le même jour, le groupe publie le titre Six Wave Hold-Down, premier extrait d'un nouvel album intitulé Jericho Sirens.

### Mort de Rick Froberg (juin 2023)
En juin 2023, Froberg annonce sur Instagram que le cinquième album des Hot Snakes est « très proche d’être terminé ». Il meurt subitement de causes naturelles deux semaines plus tard, le 30 juin 2023, à l'âge de 55 ans.

## Membres
- Rick Froberg – chant, guitare, mort le 30 juin 2023
- John Reis – guitare
- Gar Wood – basse
- Jason Kourkounis – batterie
- Mario Rubalcaba – batterie